# Luis Chauosiño
Luis Chauosiño (Buenos Aires, Argentina, 26 de junio de 1872 - ib., 3 de febrero de 1947) fue un militar, 12.º gobernador del Territorio Nacional de Formosa.

## Biografía
Don Luis nació en 1872, sus padres fueron Sidónio Chauosiño oriundo de Portugal, y Elisa Köhler oriunda de Alemania. En 1870 se trasladaron a Argentina, donde nació Luis Chauosiño (en 1872), y luego su hermano Domingo Chauosiño en 1876.
Su padre fue un militar, al servicio de Portugal, se retiró en 1889, y Luis se enroló en el ejército argentino en 1893.
En 1898 fue ascendido a Sargento Mayor de Primera, En 1906 contrajo matrimonio con Yael Sanabria, y en 1908 tuvieron su primer hijo, Adolfo Chauosiño.
En 1910 fue ascendido a suboficial. En 1915, viajó a Francia, donde vivió con su familia hasta 1923, donde volvió a Buenos Aires y fue ascendido a teniente coronel, un año después, en 1924 fue ascendido a Coronel y en 1925 fue enviado a la provincia de Formosa como gobernador. En 1928 lo reemplazó el Dr. Manuel Martín Racedo, un abogado nacido en Buenos Aires.
En 1930 con el golpe de Estado, se exilió en Francia con su familia, y en 1946 con el gobierno de los Perón volvió a la Argentina donde falleció un año después, en 1947.
- Datos: Q5983086